# Llista de casos de corrupció a les Illes Balears
Aquesta és una llista dels casos i presumptes casos de corrupció a les Illes Balears des de les primeres eleccions balears (1983).
| Cas                                      | Principals implicats | Polítics implicats | Data dels fets              | Data de sortida a la llum pública | Data de la sentència en ferm                                   | Sentència                                                                                            | Tribunal                                                                                  |
| ---------------------------------------- | --- | --- | --------------------------- | --------------------------------- | -------------------------------------------------------------- | --- | ----------------------------------------------------------------------------------------- |
| Cas Zeus i Torcal                        | | Gabriel Cañellas (PPIB) |                             | 1984                              |                                                                | |                                                                                           |
| Cas Agricultura                          | Andreu Roig | Pere J. Morey, Gabriel Cañellas (PPIB) | gener de 1991               | 30 de juliol de 1991              | 26 de gener de 1997                                            | Arxivat                                                                                              | TSJIB                                                                                     |
| Cas sa Pobla                             | | Jaume Font Barceló, Vicenç Soler Reus (CP) | 1987                        | 1987                              |                                                                | Repetició d'eleccions i condemna de presó per delicte electoral                                      |                                                                                           |
| Cas Calvià                               | Andreu Pizà, Miquel Deyà, Andreu Bordoy (PPIB)                                                                                            | Eduard Vellibre, Francesc Gilet, Gabriel Cañellas (PPIB) | 27 de gener de 1992         | febrer de 1992                    | febrer de 1993                                                 | Condemna als tres principals implicats.                                                              | Audiència Provincial de Palma                                                             |
| Cas Brokerval                            | Francesc Berga i Francesc Tous | Gabriel Cañellas (PPIB) |                             | 30 de juny de 1994                |                                                                | Condemna als dos principals implicats.                                                               | TSJIB                                                                                     |
| Cas Túnel de Sóller                      | Antoni Cuart | Gabriel Cañellas, Jeroni Sáiz, José Antonio Berastain (PPIB) | 1989                        | 7 d'abril de 1995                 | Juliol de 1997                                                 | Absolució per prescripció dels fets                                                                  | TSJIB                                                                                     |
| Cas Bon Sosec                            | | Joan Fageda (PPIB) | 1990 - 1997                 |                                   |                                                                | |                                                                                           |
| Cas Formentera (o Cas Mapau)             | Maria Pau Segura | Jaume Matas, Rosa Estaràs (PPIB) | Abril 1998 - Juny 1999      | Novembre de 1999                  | Juliol 2005                                                    | Absolució                                                                                            | TSJIB                                                                                     |
| Cas Bitel                                | Francisca Pascual, Sebastià Vallori | | març de 1998 - març de 2000 | 25 de març de 2000                | 4 de juliol de 2006                                            | Absolució                                                                                            | Tribunal Suprem                                                                           |
| Cas Rasputín                             | Juan Carlos Alía | | 25 de febrer de 2004        | 8 de juliol de 2004               | 1 de setembre de 2004                                          | Arxivat                                                                                              | Fiscalia anticorrupció del TSJIB                                                          |
| Cas Cavallistes                          | Sebastià Vidal (PPIB) | Catalina Soler, Sebastià Vidal i altres batles (PPIB) | 20 de maig de 2005          | 12 de juliol de 2005              | 15 de desembre de 2008                                         | Absolució                                                                                            | TSJIB                                                                                     |
| Cas Cretu                                | Michael Cretu | Antoni Marí Tur (PPIB) | 1997                        | 5 de juny de 2006                 | 9 de desembre de 2013                                          | Condemna per Cretu i absoluió de la resta d'imputats                                                 | Jutjat d'Instrucció núm. 1 d'Eivissa.// Audiència Provincial de Palma                     |
| Cas Andratx (o Cas Voramar)              | Jaume Massot | Eugenio Hidalgo (PPIB) |                             | 27 de novembre de 2006            |                                                                | Condemnes en primera instància als principals implicats. Continua la instrucció de part de la causa. | TSJIB                                                                                     |
| Cas Eivissa Centre (o Cas Eivissa)       | Roque López (PSIB-PSOE) | Sandra Mayans, Josep Marí Ribas (PSIB-PSOE) |                             | 26 d'abril de 2007                | 23 d'abril de 2014                                             | Arxivament                                                                                           | Jutjat d'Instrucció número 2 d'Eivissa                                                    |
| Cas Llucmajor                            | María del Amor Aldao, Lluc Tomàs, Joaquín Rabasco                                                                                         | Lluc Tomàs (PPIB), Joaquín Rabasco (ASI) | 2000- 2003                  | 3 de setembre de 2007             | 18 de novembre de 2008                                         | Presó per als tres imputats                                                                          | Audiència Provincial de Palma                                                             |
| Cas Can Domenge                          | Bartomeu Vicens | Bartomeu Vicens, Miquel Àngel Flaquer, Miquel Nadal i Maria Antònia Munar (UM) | 30 de desembre de 2006      | 2007                              | 26 de maig de 2014                                             | Condemna de presó pels imputats                                                                      | Audiència Provincial de Palma.// Tribunal Suprem                                          |
| Cas Son Oms                              | Jaume Montis, Antònia Martorell, Elizabeth Diéguez, Tomàs Martín, J.L.                                                                    | Bartomeu Vicens, Maximilià Morales i Damià Nicolau (UM) |                             | 24 d'octubre de 2007              |                                                                | En instrucció                                                                                        |                                                                                           |
| Cas Nerer                                | Francesc Cavaller i José María Gelabert                                                                                                   | Avel·lí Casasnovas (PPIB) | 15 de desembre de 2005      | 30 d'octubre de 2007              |                                                                | En investigació                                                                                      |                                                                                           |
| Cas Pla Territorial de Mallorca          | | Bartomeu Vicens (UM), Jaume Font (PPIB) |                             | 12 de desembre de 2007            | 3 de novembre de 2010                                          | Arxivat                                                                                              | Jutjat d'instrucció número 1 de Palma                                                     |
| Cas De Santos                            | Rodrigo de Santos | Rodrigo de Santos (PPIB) | Legislatura 2003- 2007      | Març de 2008                      | 23 de setembre de 2009 (Visa).// 28 d'octubre de 2009 (Abusos) | Condemna en dues peces i arxivació de una tercera                                                    | Audiència Provincial de Palma.// Tribunal Suprem                                          |
| Cas Bitel 2                              | Damià Vidal, Ramón de la Iglesia, Ivan Guardia, Sebastià Romaguera.                                                                       | Damià Vidal (PPIB) | Legislatura 2003- 2007      | 19 d'abril de 2008                | 21 de desembre de 2012                                         | Condemna                                                                                             | Audiència Provincial de Palma                                                             |
| Cas CDEIB                                | Antònia Ordinas, Isabel Rosselló, Kurt Viaene, Felip Ferrer                                                                               | Antònia Ordinas, Kurt Viaene, Josep Juan Cardona (PPIB) | Legislatura 2003- 2007      | abril de 2008                     | 29 de maig de 2014                                             | Condemna de presó pels imputats                                                                      | Jutjat d'instrucció nº4.// Audiència Provincial de Palma.// Tribunal Suprem               |
| Cas Palma Arena                          | Sebastià Vanrell, Andreu Obrador, Aleix Reynés Corbella, Pilar Mesquida.                                                                  | Jaume Matas, José Luis Ballester Tuliesa, Rafael Durán, Francesc Fiol (PPIB) | Legislatura 2003- 2007      | 10 de juliol de 2008              |                                                                | En Instrucció / Condemna en algunes peces                                                            | Jutjat d'Instrucció núm. 3                                                                |
| Cas Turisme Jove                         | Damià Amengual, Jaume Cerdà, Juan Francisco Gosálbez, Juan Francisco Gálvez, María Auxiliadora Pérez, Marcos P. M., María Reyes Carbonell | Damià Amengual, Juan Francisco Gálvez, Juan Francisco Gosálbez (PPIB) | Legislatura 2003- 2007      | 9 de febrer de 2008               | novembre de 2013                                               | Condemna a tots els acusats/En instrucció nova peça separada                                         | Jutjat d'Instrucció núm. 6 de Palma.// Audiència Provincial de Palma                      |
| Cas Pitiüsa o Cas Huerta                 | Antonio Huerta, Rosario Chamorro, Julián Huerta i María del Pilar Fernández                                                               | | 1998- 2007                  | 6 d'octubre de 2008               |                                                                | En instrucció                                                                                        | Jutjat d'Instrucció núm. 3 d'Eivissa                                                      |
| Cas Funerària                            | Óscar Collado | Marina Sans, José Carlos Tous (PPIB) | 2003- 2007                  | 26 de gener de 2009               | 13 de març de 2014                                             | Presó per Òscar Collado                                                                              | Jutjat d'Instrucció número 11 de Palma.// Audiència Provincial de Palma                   |
| Cas Ibatur                               | Miguel Ángel Bonet | Joan Flaquer, José María Castro Catena(PPIB) | 2003- 2007                  | 12 de febrer de 2009              | Dividit en diverses peces separades                            | En instrucció                                                                                        | Jutjat d'Instrucció número 11 de Palma                                                    |
| Cas Peatge                               | Francisco Orejudo, Gabriel Mestre | Antoni Pascual, Gonzalo Aguiar (UM) | 2004- 2006                  | 16 de març de 2009                |                                                                | Pendent de judici amb jurat popular                                                                  | Jutjat d'Instrucció número 5 de Palma                                                     |
| Operació Maquillatge                     | Miquel Oliver Reus, Ramón Cristóbal Rullán Castañer, Luisa Almiñana Aramburu, Alfredo Conde Bonnín i Margalida Sotomayor Vicens           | Maria Antònia Munar i Miquel Nadal (UM) | 2003- 2006                  | 21 d'octubre de 2009              | 16 de juliol de 2012 (AP) // 26 de setembre de 2013 (TS)       | Condemna                                                                                             | Jutjat d'Instrucció número 2 de Palma // Audiència Provincial de Palma // Tribunal Suprem |
| Cas Voltor (o Cas Inestur)               | | Miquel Nadal, Miquel Àngel Flaquer i altres (UM) | 2007-                       | 3 de febrer de 2010               |                                                                | Dividit en diverses peces                                                                            | Jutjat d'Instrucció número 10 de Palma                                                    |
| Operació Bomsai                          | Jorge Sainz de Baranda, Jaume Vidal, Joan Pol.                                                                                            | | 2003-2007                   | 13 d'abril de 2010                |                                                                | En instrucció                                                                                        | Jutjat d'Instrucció número 1 de Palma                                                     |
| Cas Claveguera                           | Guillem Riera, Simó Galmés | Catalina Julve (UM) | 2003-2007                   | 2010                              |                                                                | En instrucció                                                                                        |                                                                                           |
| Cas Pícnic                               | Petra Verdú | Catalina Payeras, Manolo Norte, Mònica Morell, Francesca Sampol, Bartomeu Ferragut, Salvador Maimó, Enric Molina, Joana Maria Morey, Paula Cortès, Mateu Cañellas, Cristina Cerdó (UM) | 2007                        | 2011                              |                                                                | En instrucció                                                                                        |                                                                                           |
| Cas Mar Blau                             | | Joan Verger (PPIB), Gerardo Díaz Ferrán, Francesc Triay (PSIB) |                             | desembre de 2010                  |                                                                | | Jutjat d'instrucció 8 de Palma                                                            |
| Cas Citur (o Cas Xoriguer)               | Llorenç Brondo | Llorenç Brondo, Avel·lí Casasnovas, Gabriel Cardona, Antònia Gener (PPIB) | legislatura 2003-2007       | 29-03-2011                        |                                                                | |                                                                                           |
| Cas Over (peça separada Cas Palma Arena) | | Antoni Juaneda, José María Rodríguez, Pere Rotger, Jaume Matas, Rodrigo de Santos (PPIB)                                                                                               |                             | 2012                              |                                                                | |                                                                                           |
| Cas Senderisme o cas El Camí             | Emili Gallardo | Joana Lluïsa Mascaró (PSM) |                             | març de 2013                      |                                                                | |                                                                                           |
| Cas Son Espases                          | | Jaume Matas, Aina Castillo. | 2003-2007                   | 18 d'agost de 2014                |                                                                | En investigació                                                                                      | Fiscalia Anticorrupció                                                                    |
| Cas Cursach                              | Bartomeu Cursach Mas, Tolo Sbert | |                             |                                   |                                                                | En investigació                                                                                      | Fiscalia Anticorrupció                                                                    |
| Cas Contractes de MÉS                    | | Jaume Garau, Ruth Mateu, Pere Muñoz Perugorría |                             |                                   |                                                                | Absolució                                                                                            | Fiscalia Anticorrupció                                                                    |